# PGC 8829
LEDA/PGC 8829, auch UGC 1778, ist eine leuchtschwache Spiralgalaxie vom Hubble-Typ Sdm im Sternbild Dreieck am Nordsternhimmel. Sie ist schätzungsweise 230 Millionen Lichtjahre von der Milchstraße entfernt und hat einen Durchmesser von etwa 95.000 Lichtjahren. Sie gilt als Mitglied der IC 1784-Gruppe (LGG 55). 
Die Typ-Ib/P-Supernova SN 2007J wurde hier beobachtet.
Im selben Himmelsareal befinden sich unter anderem die Galaxien PGC 8853, PGC 74083, PGC 2033450, PGC 2039321.